# Petesucos

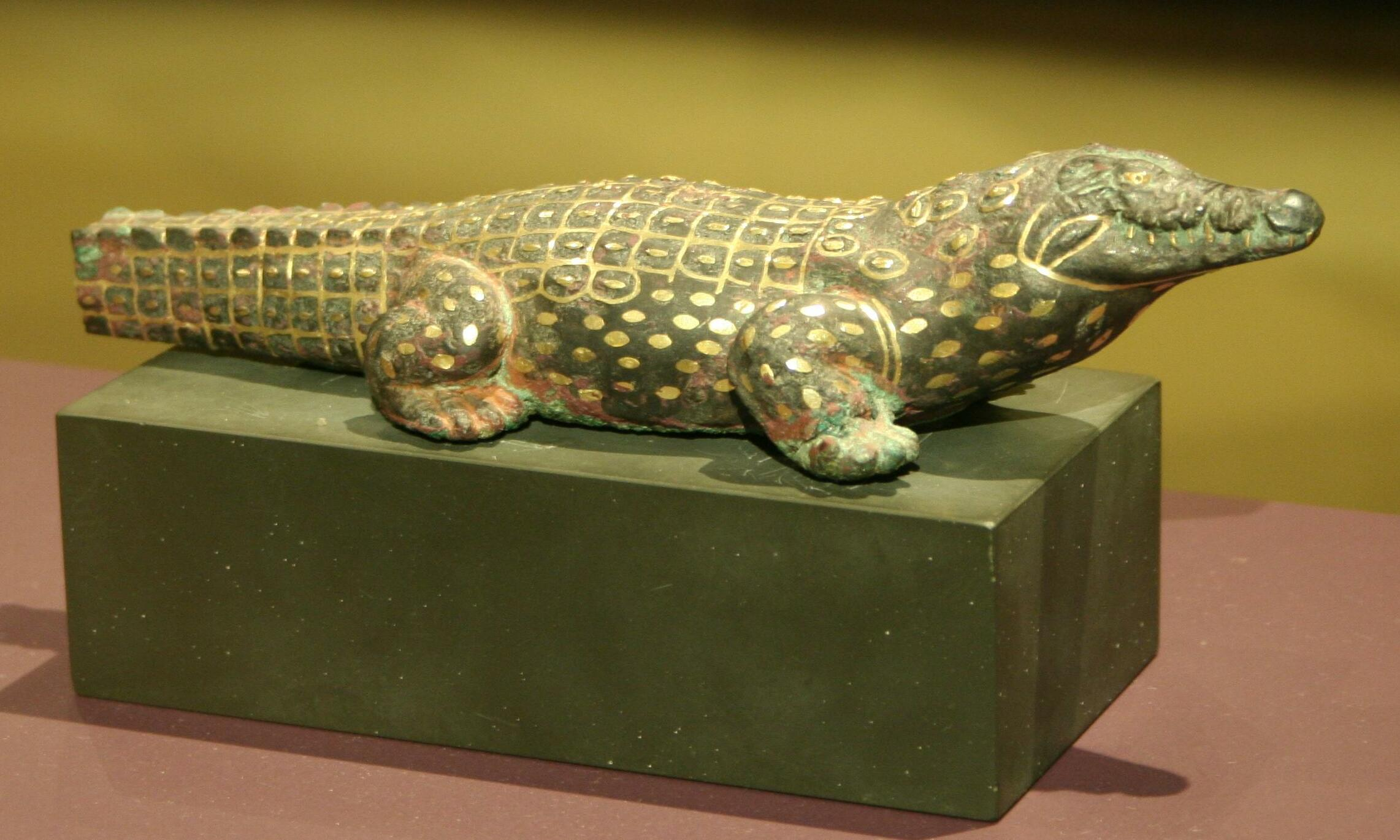
Estatua de una deidad cocodrilo, dinastía XII.

Petesucos (en griego Πετεσοῦχος) era el nombre dado por los griegos al cocodrilo que vivía en Cocodrilópolis, en el Antiguo Egipto, cuyo nombre era Pady-Sebek, y que era venerado como una manifestación del dios Sobek. Era un animal mimado que llevaba aretes de oro en las orejas y brazaletes en las patas delanteras. Al morir, su cuerpo era momificado y sustituido por otro cocodrilo.
| Q3 · D39 | S29 | D58 | M17 | V31 | A1 |

| Q3 · D39 | S29 | D58 | M17 | V31 | A1 |

## Etimología
Según Hans Bonnet el nombre significa nacido de Sebek. La opinión más generalizada es que era el nombre de un cocodrilo sagrado, venerado en El Fayum. Ulrich Wilcken informa que en el año 21 de Ptolomeo Auletes se veneraba a un cocodrilo Petesucos. Adolf Erman, sin embargo, supone que era una persona deificada; basándose en Plinio el Viejo, afirma que fue el constructor del laberinto de Hawara, descrito por Heródoto.

## Culto
Esta divinidad ha sido venerada en Per-Sobek (Cocodrilópolis), Kerkeosiris y Theadelfia, donde están situados sus santuarios. En Karanis se ha encontrado un templo levantado en su honor y en el de Pneferos.

## En la cultura popular
En el renombrado juego de estrategia Age of Mythology, los petesucos forman parte del juego como unidades míticas de los egipcios.
En el videojuego Assassin's Creed: Origins, el jugador puede visitar la ciudad de Krocodilopolis, donde entre otras cosas, podrá hacer una misión secundaria en la que Petesucos se enfurece y casi ataca a un hombre que le hacía ofrendas, la misión consiste en investigar la causa de ese enfado.

### Citas
1. ↑   Bonnet: op. cit., pág 589.
2. ↑   Felde: op. cit., pág 46.